# Ђорђе Бошковић Бата
Ђорђе Бошковић Бата (Карловчић, код Сурчина, 1906 — Београд, 5. април 1966) био је учесник Народноослободилачке борбе и друштвено-политички радник НР Србије и АП Војводине.

## Биографија
Рођен је 1906. у Карловчићу, код Сурчина у земунском срезу. Као млади металски радник дошао је 1929. у Земун, где се запослио у фабрици авиона „Змај”.Како је у фабрици активно деловао синдикални и раднички покрет убрзо му се прикључио и постао део његовог револуционарног крила. Године 1939. постао је члан тада илегалне Комунистичке партије Југославије (КПЈ), након чега је био секретар партијске ћелије у фабрици „Змај” и члан једног Рејонског комитета КПЈ у Земуну.
Учествовао је у разним штрајковима и другим акцијама револуционарног радничког покрета, а априла 1940. био је један од организатора великог штрајка аеронаутичких радника Београда. Због учешћа у организацији штрајка добио је отказ, али је наставио са политичким деловањем. Заједно са групом отпуштених другова, међу којима су били Михајло Вукша и Урош Остојић, отишао је у Сремску Митровицу, где су се запослили у предузећу „Албатрос”, у коме су одмах формирали партијску ћелију. Као искусни партијски радници, значајано су помагали у раду Месном комитету КПЈ за Сремску Митровицу, чији је Бошковић постао члан. У недостатку Среског комитета, Месни комитета је обављао дужности руковођења свим партијским организацијама на подручју сремскомитровачког среза.
Након Априлског рата и окупације Југославије, 1941. Бошковић се вратио и у источни Срем, где је учествовао у организовању устанка. Приликом формирања Подунавског партизанског одреда, септембра 1941. постао је помоћник политичког комесара чете. Након реорганизације партизанских одреда у Срему и формирања Другог (подунавског) батаљона постао је члан Штаба батаљона, као заменик политичког комесара Јована Бељанског Лале. Заједно са батаљоном, који се налазио у саставу Трећег сремског одреда, у јесен 1942. прешао је у источну Босну. Године 1943. повучен је из јединице и упућен на партијско-политички рад у тада формирани Окружни комитет КПЈ за источни Срем. Године 1944. постао је члан Покрајинског комитета КПЈ за Војводину и члан Извршног одбора Главног Народноослободилачког одбора Војводине.
Након ослобођења Југославије, налазио се на разним друштвено-политичким дужностима у Аутономној Покрајини Војводини — био је председник Окружног народноослободилачког одбора за Срем, секретар Покрајинског одбора Савеза синдиката, члан Покрајинског комитета КПС за Војводину, члан Покрајинског одбора ССРНС за Војводину, члан Извршног већа Скупштине АП Војводине и др. Дуги низ година био је председник Покрајинског одбора ратних војних инвалида у Новом Саду. Биран је за народног посланика Народне скупштине АП Војводине, Народне скупштине НР Србије и Савезног већа Народне скупштине ФНР Југославије.
Умро је 5. априла 1966. у болници „Др Драгиша Мишовић” у Београду. Сахрањен је у Алеји народних хероја на Новом гробљу.
Носилац је Партизанске споменице 1941. и других југословенских одликовања, међу којима су — Орден братства и јединства првог реда, Орден заслуга за народ другог реда, Орден за храброст, Орден партизанске звезде трећег реда и др.
Једна улица у Батајници носи његово име.